# Dogninades
Dogninades (лат.) — род чешуекрылых из подсемейства совок-пядениц (Herminiinae).

## Описание
Бабочки коричневого цвета. Длина крыльев от 42 до 47 мм. Щупики самцов изогнуты вверх, третий членик короче второго и достигает середины груди. Опушение усиков длинное. Ноги гладкие, передние лапки с длинным выступом у основания. Передние крылья широкие; вершина заострённая и серповидная, внешние края округлые. Морфологически наиболее близким родом является Idia:

## Систематика и этимология
В состав рода включают четыре вида. Dogninades был впервые выделен в 1916 году американским энтомологом Уильямом Шаусом на основании типового вида Hypena jactatalis Walker, [1859] 1858. Род назван в честь французского энтомолога Поля Догнина (1847—1931) и долгое время оставался малоисследованным и монотипическим таксоном. Ещё три вида в состав рода были добавлены более века спустя. Среди них два новых для науки вида и один перенесённый из другого рода. Новые таксоны были описаны сотрудниками Венского естественно-исторического музея лепидоптерологами Сабиной Гаал-Хазлер (Dr. Sabine Gaal-Haszler) и Мартином Лёдлем (Dr. Martin Lödl, Naturhistorisches Museum Wien).
- Dogninades anemolia (Druce, 1891) — Мексика[4]
  - = Lametia anemolia Druce, 1891[5]
- Dogninades jactatalis Walker, [1859] 1858 — Бразилия
  - = Hypena jactatalis Walker, [1859] 1858
- Dogninades petrae Lödl, 2001 — Бразилия[3]
- Dogninades renei Gaal-Haszler, 2000 — Коста-Рика, Панама, Эквадор[1]

## Распространение
Представители рода встречаются на юге Северной Америки и Южной Америке: Бразилии, Венесуэле, Коста-Рике, Мексике, Панаме, Эквадоре.